# Natascha Keller
Pour les articles homonymes, voir Keller.
Natascha Keller, née le 3 juillet 1977 à Berlin, est une joueuse allemande de hockey sur gazon.
En 1999, elle est nommée meilleure joueuse de l'année par la Fédération internationale de hockey sur gazon. Elle fait partie de l'équipe d'Allemagne de hockey sur gazon féminin sacrée championne olympique aux Jeux d'été de 2004 à Athènes. Elle est le porte-drapeau de la délégation allemande aux Jeux olympiques d'été de 2012 à Londres.
Elle est la sœur d'Andreas et Florian Keller, la fille de Carsten Keller et la petite-fille d'Erwin Keller, qui sont tous médaillés olympiques en hockey sur gazon.